# Monument aux morts de la résistance de Cormatin
 (mars 2025).
Le monument aux morts de la Résistance de Cormatin, situé sur le territoire de la commune de Cormatin, dans le département de Saône-et-Loire est un monument de la Seconde Guerre mondiale. Il a été érigé à la mémoire des 13 Résistants déportés, fusillés, torturés, tués au combat ou victimes de la répression des nazis.

## Historique
Entre la fin 1943 et le début de l'année 1944, le maquis de Blanot est infiltré par un espion, Fernand Garcia, qui aura fiché une quarantaine de résistants du sud de la Saône-et-Loire. Repéré, Fernand Garcia s'enfuit puis la Wehrmacht et la Gestapo procèdent à de multiples arrestations.
Leur opération commence dans le village de Cortevaix et le hameau de Mont (dépendant de Cortevaix). Les 17 et 18 janvier, les Allemands arrêtent Dargaud et Chevillon en même temps qu'ils brûlent trois maisons. Le dimanche 23 janvier, Jean Greyfié est arrêté à Charnay-lès-Mâcon, l’épouse de Vincent Bertheaud à Burgy aussi. Ils partent ensuite pour Cormatin où  ils commencent par arrêter Pagenel et ses adjoints Roger Salins et Louis Delorieux. Vers midi, c'est au tour d'Edgar Ponthus, maire de Cruzille, d'être arrêté. Ils montent à Blanot où Joanny, Joseph et Pierre Commerçon, Jean Sangoy et Jean Jusseau sont arrêtés. Le 25 janvier, c’est François Débarbouillé, un des rares rescapés, maire du Villars, qui est arrêté.
Pendant le conflit, ce sont pas moins de treize résistants cormatinois qui sont capturés et tués, dont Maurice Pagenel, chef départemental de l’Armée secrète en Saône-et-Loire (torturé puis tué par la Gestapo à Lyon) et Louis Delorieux membre du réseau Action R1 (mission Armada) et équipier et transporteur pour parachutages dans le Service des atterrissages et des parachutages (SAP).

## Caractéristiques du monument
Le monument est disposé à la sortie du village sur la route de Cluny, entre le Bourg et le hameaux du Bois Dernier, au milieu du pont qui traverse la rivière de la Grosne. L'espace est séparé du chemin par une chaîne.
Il se compose d'une statue, représentant un homme vêtu d'une chemise et d'un pantalon, levant au ciel son point gauche, derrière lequel est disposé un mat sur lequel flotte un drapeau français. Sur son socle est gravée une croix de Lorraine, symbole de la Résistance, entourée d'une couronne de laurier. Les noms des treize Résistants sont inscrits.
Sur le flanc gauche du monument, la date 1940 a été gravée. Sur le flanc droit du monument, c'est la date 1945 qui est gravée de même qu'a été déposée une urne scellée contient du sable de Bir Hakeim.

Sur le socle du monument figure l'inscription : « RÉSISTANCE - FRANÇAIS SOUVIENS-TOI - DÉPORTATION ».

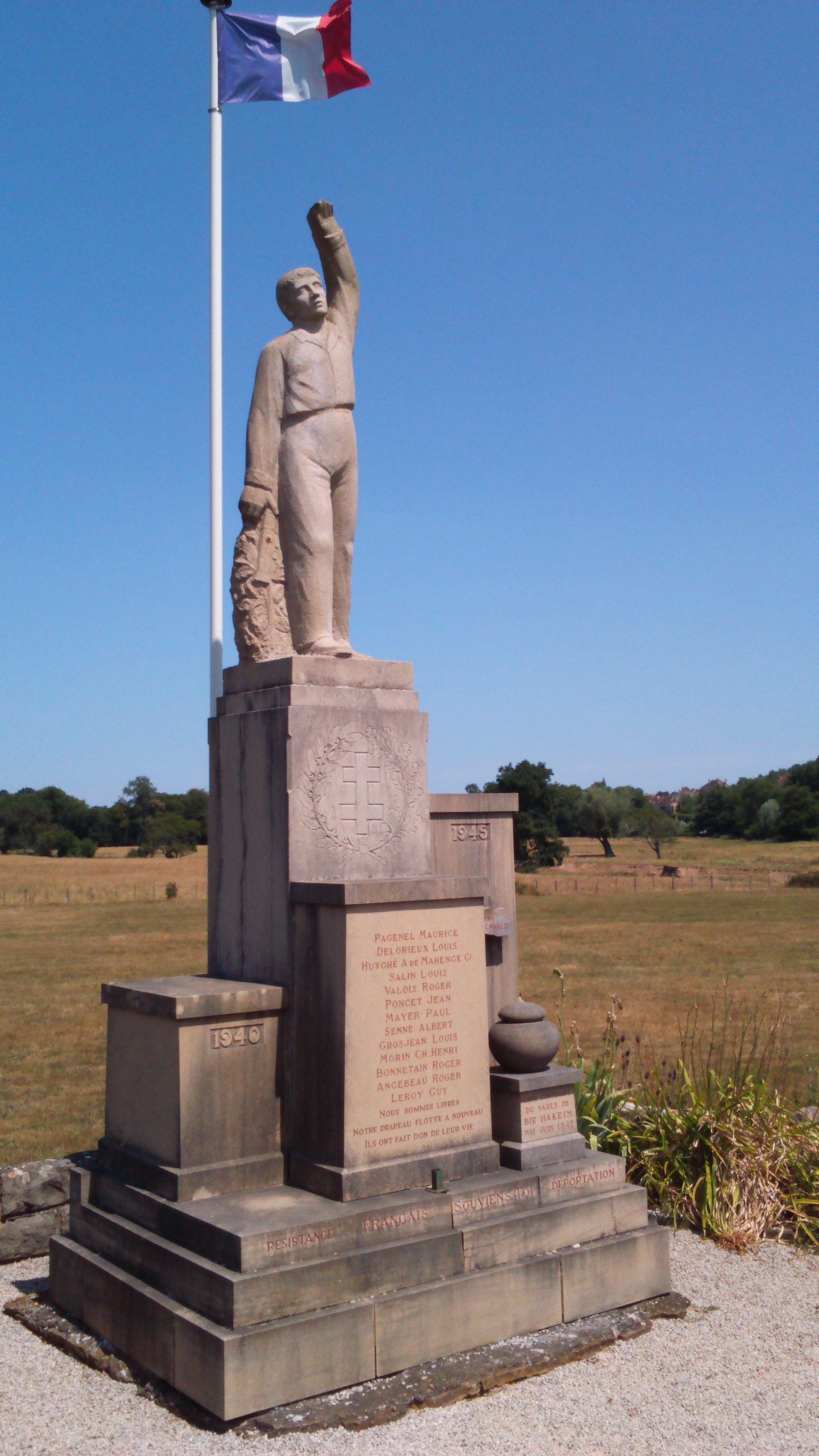
Monument de la Résistance à Cormatin (2015)
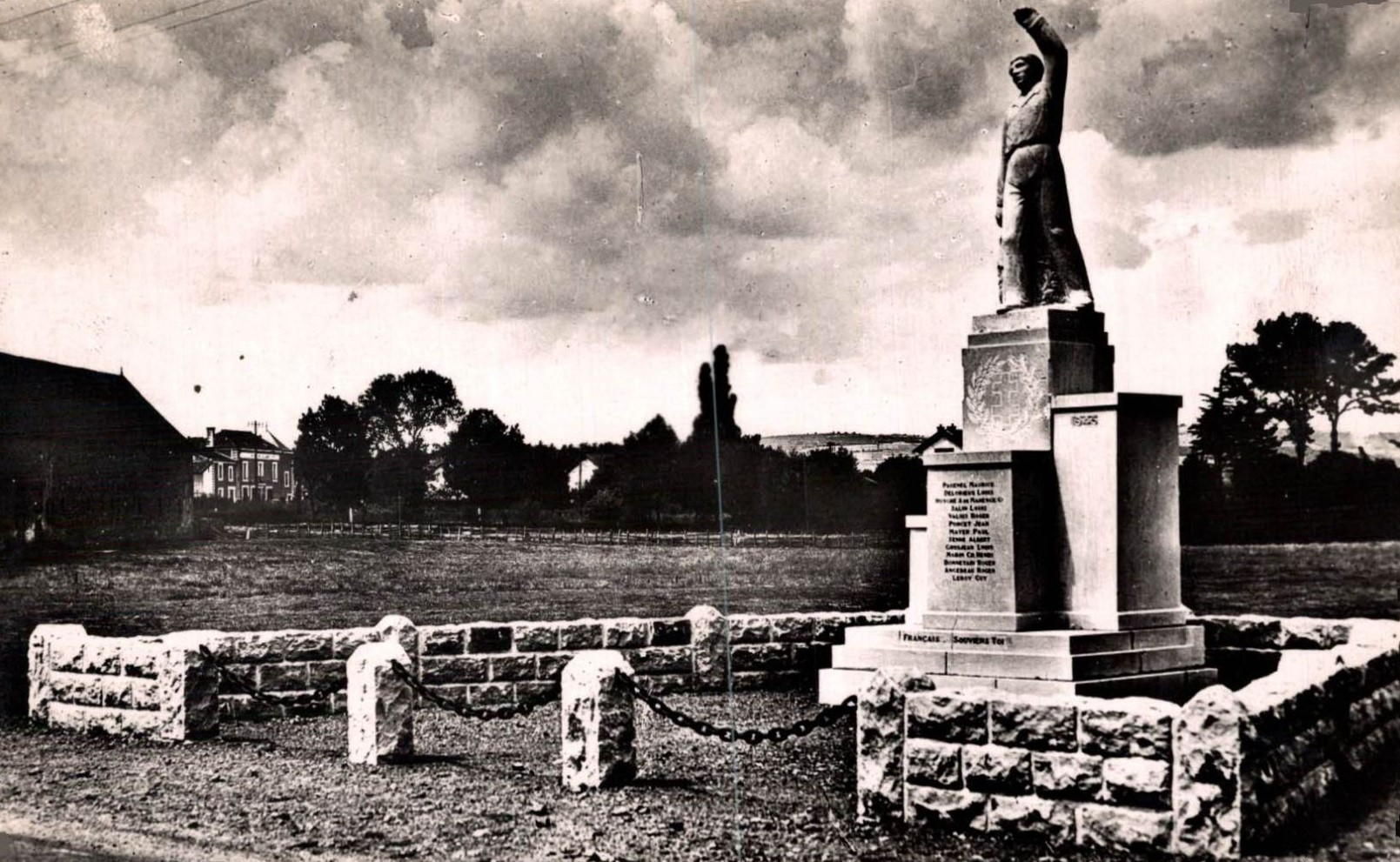
Carte postale de 1955
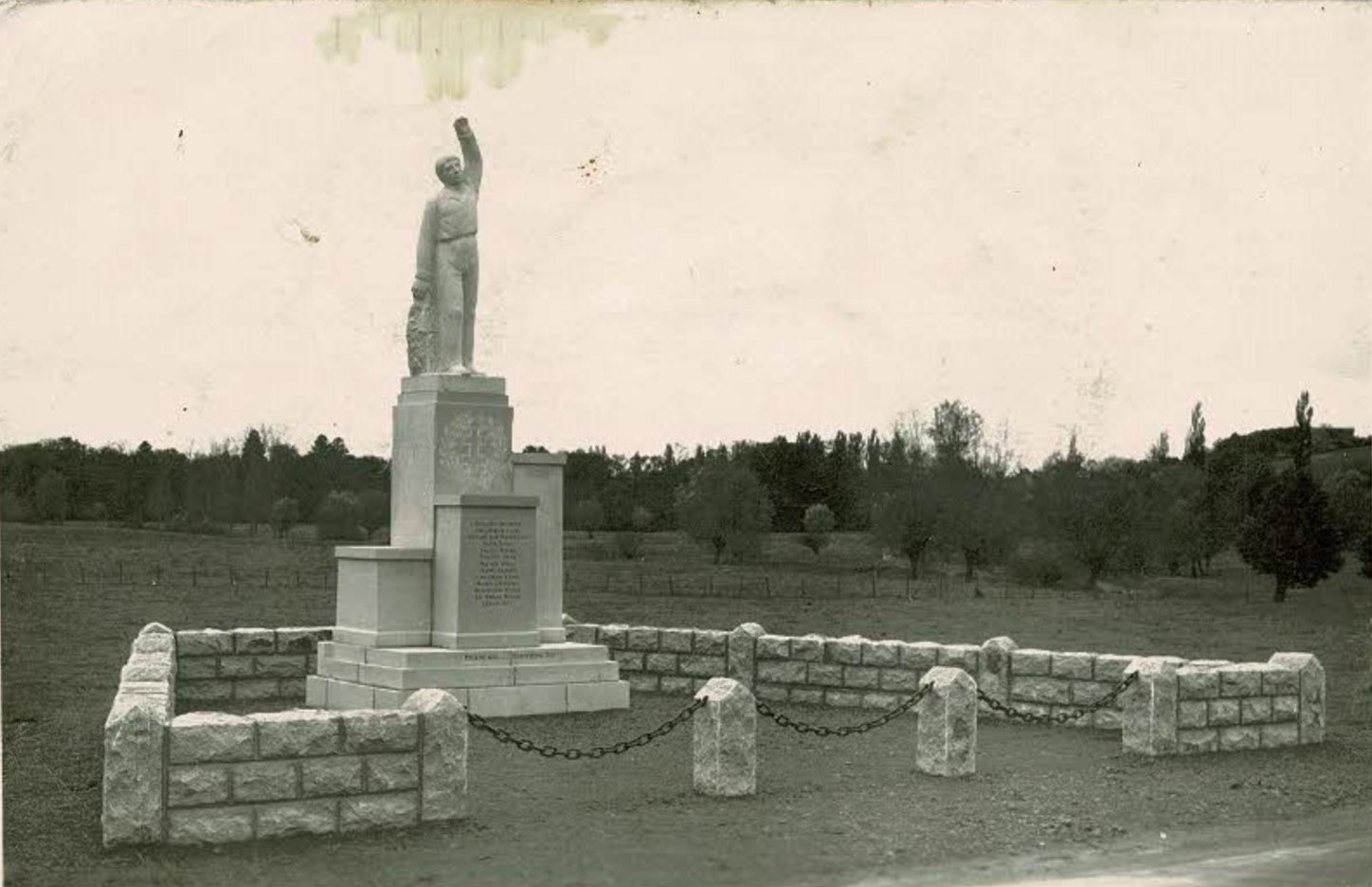
Photographie du monument avec le village à l'arrière-plan